# Періко
Періко (Polytelis) — рід папуг родини Psittaculidae. Представники роду поширені в Австралії.

## Класифікація
Рід включає 3 види:
- Періко жовтолобий (Polytelis swainsonii)
- Періко жовтоголовий (Polytelis anthopeplus)
- Періко рожевогорлий (Polytelis alexandrae)